# Tiggeri
Tiggeri (eller betleri) er den praksis at bede andre at give noget til livets ophold, ofte penge, med ingen eller kun lille forventning om at skulle give noget tilbage. En person der gør sådan kaldes en tigger. Tiggere findes ofte på offentlige steder såsom transportveje, byparker og markeder. Udover penge kan en tigger også bede om mad, drikke, cigaretter eller andre små ting.
I nyere tid findes også tiggeri, der foregår via internettet snarere end personligt. Tiggeri via internettet er normalt rettet mod folk, der kender tiggeren, men det kan også være overfor fremmede.

## Historie
Tiggere har så vidt vides altid eksisteret.

### Tiggeri i Danmark
I tidligere tider, omkring middelalderen og frem til 1700-tallet, forventedes den velbjærgede borger at yde almisser enten direkte eller formidlet gennem kirken, og derfor kunne det føles som en bebrejdelse, når andre var henvist til tiggeri.[kilde mangler] Da der ikke fandtes nogen egentlig forsørgelse af de fattige, kunne de dog få tilladelse til at tigge. Ligeledes når der indtrådte pludselige, personlige katastrofer (sygdom, ulykke, ægtefælles eller forældres død), var det også tilladt at tigge.
Ved "Lov om Straffen for Løsgængeri og Betleri" fra 1860 bliver en betler eller tigger defineret som "Den, som streifer arbeidsløs omkring uden at kunne oplyse, at han er i Besiddelse af Midler til sit Underhold, eller at han idetmindste søger lovligt Erhverv, bliver som Løsgænger at ansee med Straf af Fængsel paa Vand og Brød.".
I nyere tid har det særligt været de større danske byer som siden slutningen af 1990'erne oplevede en stigende gruppe af tiggere, som blev synlig i blandt andet det københavnske gadebillede. I perioden mellem 2008 og 2012 blev 185 tilfælde af tiggeri anmeldt, i 7 sager kom der domfældelse. Tiggeri har også i nyere tid ført til debat om dette skulle være strafbart, med fortalere for hårdere straffe og flere midler til politiet således de kunne efterforske tiggeriet, og med andre som fortalere for at tiggeri skal legaliseres, da det ifølge deres argumentation ellers kan føre til anden mere alvorligere kriminalitet.

I Danmark er det strafbart at tigge, hvis man har fået et polititilhold om at afholde sig fra det. I den forbindelse ligestiller retssystemet det stiltiende, men sigende kropssprog med den udtrykkelige anmodning, sådan at begge regnes for at bede om en gave. I Danmark kan det give mellem en og tre måneders fængsel at tigge. Se i øvrigt Straffelovens kap. 22, § 197, der handler om "betleri".

## Juridiske begrænsninger
Tiggeri er blevet begrænset eller forbudt på forskellige tidspunkter og af forskellige grunde. Typisk på grund af et ønske om at bevare den offentlige orden eller at få folk til at arbejde snarere end at tigge. Forskellige europæiske love forbød eller regulerede tiggeri fra renæssancen til moderne tid med forskellige grad af håndhævelse. Lignende love blev vedtaget af mange udviklingslande.  
"Aggressiv tiggeri" er specifikt forbudt ved lov mange steder, typisk defineret som vedvarende eller skræmmende tiggeri.

### Australien
Hver stat og territorium i Australien har specifikke love om tiggeri. At tigge om almisse er ulovligt i Victoria, South Australia, Northern Territory, Queensland og Tasmanien. 

### Bulgarien
Tiggeri er ulovligt i Bulgarien under artikel 329 i den bulgarske straffelov.

### Canada
Provinsen Ontario indførte 'Safe Streets Act' i 1999 for at begrænse bestemte former for tiggeri, især visse snævert definerede tilfælde af "aggressiv" eller voldelig tiggeri.
British Columbia vedtog sin egen Safe Streets Act i 2004, der ligner Ontario-loven. Der er kritikere i begge provinser, der er imod sådanne love.

### Danmark
Historisk blev tiggere kontrolleret af Stodderkonge eller ' tiggerkongen ' for en by eller distrikt. I dag er tiggeri i Danmark ulovligt i henhold til straffelovens § 197. At tigge eller lade et medlem af en husstand under 18 tigge er ulovligt efter at være blevet advaret af politiet og er strafbart.

### England og Wales
Tiggeri er ulovligt i henhold til Vagrancy Act of 1824. Den har imidlertid ikke fængselsstraf og håndhæves ikke i mange byer,  skønt loven finder anvendelse på alle offentlige steder, håndhæves den oftere i offentlig transport. Lokale myndigheder kan udstede beskyttelsesordrer for offentlige rum for bestemte områder, der gør tiggeri underlagt en bøde.

### Filippinerne
Det er forbudt at tigge på Filippinerne i henhold til Anti-Mendicancy-loven fra 1978, selvom dette ikke strengt håndhæves. 

### Finland
Det har været lovligt at tigge i Finland siden 1987. I 2003 erstattede loven om offentlig orden de lokale regeringers regler og afkriminaliserede tiggeri.

### Frankrig
En lov mod tiggeri udløb i 1994, men tiggeri med dyr eller børn er stadig forbudt.[kilde mangler]

### Grækenland
I henhold til artikel 407 i den græske straffelov bliver tiggere straffet med op til 6 måneder i fængsel eller en bøde på op til 3000 euro. Denne lov blev imidlertid afvist i oktober 2018 efter protester fra gademusikanter i byen Thessaloniki. 

### Indien
Tigging kriminaliseres i byer som Mumbai og Delhi i henhold til Bombay Prevention of Begging Act, BPBA (1959).  I henhold til denne lov udfører embedsmænd fra Socialvelfærdsafdelingen, der bistås af politiet, razziaer for at hente tiggere, som de derefter prøver ved særlige domstole, der kaldes 'tiggerdomstole'. Hvis de dømmes, sendes de til certificerede institutioner kaldet 'tiggerhuse', også kendt som ' Sewa Kutir' i en periode fra et til ti år for tilbageholdelse, træning og ansættelse. Delhys regering har foruden at kriminalisere almsøgning også kriminaliseret alms-give på trafiksignaler for at reducere 'gener' ved tigging og sikre en jævn strøm af trafik.

### Italien
Det er forbudt at tigge med børn eller dyr, men loven håndhæves ofte ikke.

### Japan
Buddhistiske munke vises offentligt, når de tigger om almisse. Selvom hjemløshed er almindeligt, tigger hjemløse sjældent.  

### Kina
At tigge i Kina er ulovligt, hvis:
- Der bruges tvang, lokkemidler eller brug af andre til at tigge;
- Man tvinger andre til at tigge, eller bruger andre midler, der er til gene.

I henhold til artikel 262, stk. 2, efter Folkerepublikken Kinas straffelov er det ulovligt at organisere handicappede eller børn under 14 år for at tigge og dette straffes med op til 7 års fængsel og bøder.  

### Korea
De fleste tilfælde af tiggeri er ulovlige, især hvis det irriterer nogen, forstyrrer trafikken eller er for egen vinding.[kilde mangler]  

### Letland
Tiggeri blev gjort ulovlig i den historiske bydel i Riga i 2012. Tiggeri i Riga udenfor den historiske bydel kræver at tiggeren bærer ID.

### Litauen
Det er ulovligt at tigge i hovedstaden Vilnius og det er tilmed ulovligt at give penge til tiggere. Begge parter kan modtage en bøde på 2000 litas (ca. 4680 kroner)

### Luxembourg
At tigge i Luxembourg er lovligt, undtagen når det er udført som en gruppe, eller tiggeren er en del af en organiseret indsats. Ifølge Chachipe, en NGO for romaers rettigheder, blev 1639 tilfælde af tiggeri rapporteret af luxembourgske retshåndhævende myndigheder. Roma-tiggere blev arresteret, lagt i håndjern, ført til politistationer og tilbageholdt i timevis og fik deres penge konfiskeret.

### Nepal
Skønt lovgivning mod tiggeri blev indført i 1962, er dette ikke blevet håndhævet, og den tiggende befolkning i Kathmandu er siden vokset til over 5.000 ifølge politiets skøn.

### Norge
Det er forbudt at tigge i nogle kommuner, og der var planer om et landsdækkende forbud i 2015, men dette blev droppet, efter at Senterpartiet trak deres støtte tilbage.[kilde mangler]

### Portugal
At tigge er ikke ulovligt i Portugal. Mange sociale og religiøse institutioner støtter hjemløse og tiggere, og den portugisiske sociale sikring giver dem normalt et kontant tilskud til overlevelse.  

### Rumænien
Lov 61 af 1991 forbyder en vedvarende opfordring til offentlighedens barmhjertighed af en person, der er i stand til at arbejde.

### Ungarn
Ungarn har et landsdækkende forbud. Dette kan omfatte strengere relaterede love i byer som Budapest, som også forbyder at tage ting fra skraldespande.

### USA
I dele af San Francisco, Californien, er aggressivt tiggeri ikke tilladt.
I maj 2010 begyndte politiet i byen Boston at slå ned på tiggeri i gaderne i centrum og foretog en kampagne henvendt til indbyggerne i byen, der rådede dem om ikke at give til tiggere.
Amerikanske domstole har gentagne gange truffet afgørelse om, at tiggeri er beskyttet af retten til ytringsfrihed. Den 14. august 2013 forkastede den amerikanske appeldomstol en anti-tiggerlov i Grand Rapids, Michigan på grund af ytringsfrihed. I Arcata, Californien, blev en lov, der forbød tiggere inden for tyve meter af butikker, vurderet ulovlig af lignende grunde i 2012.

### Østrig
Der er ikke et landsdækkende forbud, men det er ulovligt i flere bundeslande.[kilde mangler]

## Kendte tiggere
- Gautama Buddha, grundlæggeren af buddhismen, accepterede almisser fra mennesker for at overleve[27]
- Diogenes of Sinope, en græsk filosof
- Jesus, kristendommens centrale skikkelse, havde og opmuntrede en abscess livsstil[28]
- Lazarus, en bibelsk karakter beskrevet i Lukasevangeliet, i lignelsen om den rige mand og Lazarus
- Gavroche Thenardier, en fiktiv karakter i Victor Hugos roman Les Misérables
- Zhu Yuanzhang, grundlæggeren af Ming-dynastiet

- Wikimedia Commons har flere filer relateret til Tiggeri